# 日本银行

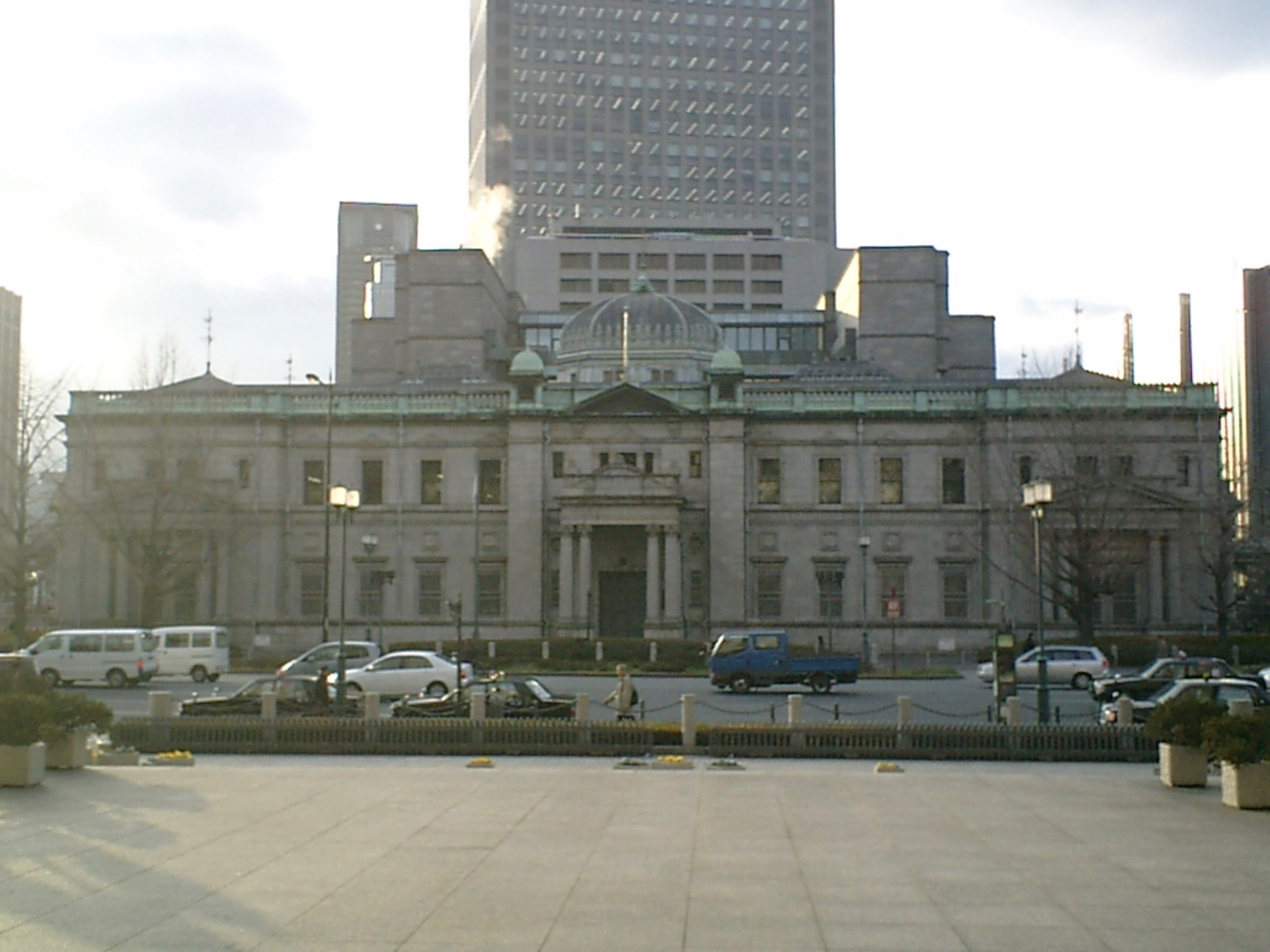
位於大阪市中之島的日本銀行大阪支店

日本银行（日语：／ Nippon ginkō */?），簡稱日銀（日语：／ Nichigin */?）、BOJ，為日本的中央银行，依據日本銀行法為財務省主管的認可法人。

## 历史
根据日本银行法，日本银行為獨立於日本政府運作的法人，类似于股份公司。资本金为1亿日圓，其中5,500万日圓由日本政府出资。相当于股票的“出资证券”已在日本JASDAQ市场上市（東證JQ：8301 ）。与一般股票不同的是，没有股东大会及决议权，分红也限制在“5%”以内。
總裁是日本银行的代表者，與副總裁、審議委員皆需經參議院及眾議院同意後，由內閣任命，任期五年。现任總裁植田和男于2023年4月9日上任。副總裁為內田眞一。

### 发展历程
- 1882年6月－颁布日本银行条例
- 1882年10月10日－开业
- 1942年2月－颁布日本银行法（昭和17年法律第67号，以下称“旧法”）
- 1942年5月1日－根据旧法施行法人改组
- 1949年5月－在东京证券交易所上市。同年6月，分别在大阪证券交易所和名古屋证券交易所上市。
- 1960年5月－在东交所，大交所和名交所的上市废除。
- 1963年－登录于日本加斯达克证券交易所。
- 1997年6月18日－重新制订日本银行法（平成9年法律89号，以下称“新法”）
- 1998年4月1日－新法施行

### 职能
日本银行根据日本银行法执行以下职能：
- 发行纸币现钞并对其进行管理
- 执行金融政策
- 作为政府的银行的同时，担任“最后的贷款者”这个银行的银行的角色
- 执行与各国中央银行和公共机关之间的国际关系业务（包括介入外汇市场）
- 搜集金融经济資訊并对其进行研究

### 事件
2004年11月25日，日本银行前桥支店的几名职员趁上司等管理人员不在的时候，在该年11月1日新发行的纸钞中，将其中认为具有稀少价值的四枚连码钞票取出，并将自己的非连码替换的事件，在基于民众告发的内部调查中得以确认。该行职员被处以最高一个星期的停职等的处分，日本银行也以机构的形式公开道歉。

## 歷任總裁
| 任次 | 總裁姓名   | 就任时间       | 出身地   |
| ---- | ---------- | -------------- | -------- |
| 01   | 吉原重俊   | 1882年10月6日  | 鹿儿岛县 |
| 02   | 富田铁之助 | 1888年2月22日  | 宫城县   |
| 03   | 川田小一郎 | 1889年9月3日   | 高知县   |
| 04   | 岩崎弥之助 | 1896年11月11日 | 高知县   |
| 05   | 山本达雄   | 1898年10月20日 | 大分县   |
| 06   | 松尾臣善   | 1903年10月20日 | 兵库县   |
| 07   | 高桥是清   | 1911年6月1日   | 东京都   |
| 08   | 三岛弥太郎 | 1913年2月28日  | 鹿儿岛县 |
| 09   | 井上准之助 | 1919年3月13日  | 大分县   |
| 10   | 市来乙彦   | 1923年9月5日   | 鹿儿岛县 |
| 11   | 井上准之助 | 1927年5月10日  | 大分县   |
| 12   | 土方久征   | 1928年6月12日  | 三重县   |
| 13   | 深井英五   | 1935年6月4日   | 群马县   |
| 14   | 池田成彬   | 1937年2月9日   | 山形县   |
| 15   | 结城丰太郎 | 1937年7月27日  | 山形县   |
| 16   | 涩泽敬三   | 1944年3月18日  | 东京都   |
| 17   | 新木荣吉   | 1945年10月9日  | 石川县   |
| 18   | 一万田尚登 | 1946年6月1日   | 大分县   |
| 19   | 新木荣吉   | 1954年12月11日 | 石川县   |
| 20   | 山际正道   | 1956年11月30日 | 东京都   |
| 21   | 宇佐美洵   | 1964年12月17日 | 山形县   |
| 22   | 佐佐木直   | 1969年12月17日 | 山口县   |
| 23   | 森永贞一郎 | 1974年12月17日 | 宫崎县   |
| 24   | 前川春雄   | 1979年12月17日 | 东京都   |
| 25   | 澄田智     | 1982年10月6日  | 群马县   |
| 26   | 三重野康   | 1989年12月17日 | 大分县   |
| 27   | 松下康雄   | 1994年12月17日 | 兵库县   |
| 28   | 速水优     | 1998年3月20日  | 兵库县   |
| 29   | 福井俊彦   | 2003年3月20日  | 大阪府   |
| 30   | 白川方明   | 2008年4月9日   | 福冈县   |
| 31   | 黑田东彦   | 2013年3月20日  | 福冈县   |
| 32   | 植田和男   | 2023年4月9日   | 靜岡縣   |

## 貨幣政策
2013年1月，日本銀行為貨幣政策設定了消費物價指數按年變動百分率為2%的目標。2022年12月20日，日本央行宣佈將日本10年期國債收益率的目標區間由-0.25%至0.25%擴大至-0.5%至0.5%。